# Patinatge artístic als Jocs Olímpics d'hivern de 1998 - Dansa
Als Jocs Olímpics d'Hivern de 1998 celebrats a la ciutat de Nagano (Japó) es disputà una prova de patinatge artístic sobre gel en categoria mixta per parelles en la modalitat de dansa que formà part del programa oficial dels Jocs.
La competició se celebrà entre els dies 13 i 16 de febrer de 1998 a les instal·lacions del The White Ring.

## Comitès participants
Hi participaren un total de 48 patindors de 16 comitès nacionals diferents.
| - Alemanya (2) - Armènia (2) - Belarús (2) - Bulgària (2) |  | - Canadà (4) - Estats Units (4) - França (6) - Israel (2) |  | - Itàlia (4) - Japó (2) - Kazakhstan (2) - Lituània (2) |  | - Polònia (2) - Txèquia (2) - Rússia (6) - Ucraïna (4) |

## Resum de medalles
| Or                                      | Argent                                     | Bronze                                    |
| Rússia Oksana Grisxuk · Ievgueni Plàtov | Rússia Anjelika Krilova · Oleg Ovsiànnikov | França Marina Anissina · Gwendal Peizerat |

## Resultats
| Posició | Nom                                        | CON          | CD1 | CD2 | PO | PL | Pts. |
| ------- | ------------------------------------------ | ------------ | --- | --- | -- | -- | ---- |
| 1       | Oksana Grishuk / Evgeny Platov             | Rússia       | 1   | 1   | 1  | 1  | 2.0  |
| 2       | Anjelika Krylova / Oleg Ovsyannikov        | Rússia       | 2   | 2   | 2  | 2  | 4.0  |
| 3       | Marina Anissina / Gwendal Peizerat         | França       | 3   | 3   | 3  | 4  | 7.0  |
| 4       | Shae-Lynn Bourne / Victor Kraatz           | Canadà       | 5   | 4   | 4  | 3  | 7.2  |
| 5       | Irina Lobacheva / Ilya Averbukh            | Rússia       | 4   | 5   | 5  | 5  | 9.8  |
| 6       | Barbara Fusar-Poli / Maurizio Margaglio    | Itàlia       | 6   | 6   | 6  | 6  | 12.0 |
| 7       | Elizabeth Punsalan / Jerod Swallow         | Estats Units | 7   | 7   | 7  | 7  | 14.0 |
| 8       | Margarita Drobiazko / Povilas Vanagas      | Lituània     | 8   | 9   | 8  | 8  | 16.2 |
| 9       | Irina Romanova / Igor Yaroshenko           | Ucraïna      | 9   | 8   | 10 | 9  | 18.4 |
| 10      | Kati Winkler / Rene Lohse                  | Alemanya     | 11  | 11  | 9  | 10 | 19.8 |
| 11      | Sophie Moniotte / Pascal Lavanchy          | França       | 10  | 10  | 12 | 11 | 22.2 |
| 12      | Sylwia Nowak / Sebastian Kolasinski        | Polònia      | 12  | 12  | 11 | 12 | 23.4 |
| 13      | Katerina Mrazova / Martin Simecek          | Txèquia      | 13  | 13  | 13 | 13 | 26.0 |
| 14      | Galit Chait / Sergey Sakhnovsky            | Israel       | 17  | 14  | 14 | 14 | 28.6 |
| 15      | Elena Grushina / Ruslan Goncharov          | Ucraïna      | 15  | 16  | 15 | 15 | 30.2 |
| 16      | Tatjana Navka / Nikolai Morozov            | Belarús      | 14  | 15  | 17 | 16 | 32.0 |
| 17      | Diane Gerencser / Pasquale Camerlengo      | Itàlia       | 16  | 17  | 16 | 17 | 33.2 |
| 18      | Albena Denkova / Maxim Staviyski           | Bulgària     | 18  | 18  | 18 | 18 | 36.0 |
| 19      | Chantal Lefebvre / Michel Brunet           | Canadà       | 19  | 19  | 19 | 19 | 38.0 |
| 20      | Dominique Deniaud / Martial Jaffredo       | França       | 20  | 21  | 21 | 20 | 40.8 |
| 21      | Jessica Joseph / Charles Butler            | Estats Units | 22  | 20  | 20 | 21 | 41.4 |
| 22      | Elizaveta Stekolnikova / Dmitrii Kazarlyga | Kazakhstan   | 23  | 22  | 22 | 22 | 44.2 |
| 23      | Aya Kawai / Hiroshi Tanaka                 | Japó         | 21  | 23  | 23 | 23 | 45.6 |
| 24      | Xenia Smetanenko / Samuel Gezalian         | Armènia      | 24  | 24  | 24 | 24 | 48.0 |